# طريق السلام
أليسون وليليا (بالإنجليزية: Allison & Lillia)‏ باليابانية (アリソンとリリア) هو سلسلة أنمي ياباني مقتبسة من رواية القصيرة تدعى أليسون وليليا وتريز من قبل كييتشي شيغوساوا. الأنمي تم إنتاجه من قبل مادهاوس ومن إخراج ماسايوشي نيشيدا, وبثت في اليابان على شبكة تلفزيون NHK ما بين 30 أبريل و2 أكتوبر, 2008 وتحتوي على 26 حلقة.

## القصة
تدور أحداث القصة في قارة حيث بها بلدين، يفصل بين البلدين نهر لوتوني والجبال المركزيّة. البلدين، اتحاد
روكشي والمملكة المتحدة سو بيل كانتا في حالة حرب منذ أكثر من قرن. أليسون، وهي طيّار في قوة روكشي
الجويّة، عادت في يومٍ ما إلى صديقها القديم ويل، صديقها من الميتم الذي نشؤوا في سوية، وفجأة يجدون
أنفسهم وقد ورّطوا أنفسهم في مغامرة في أرض العدو لإيجاد كنزٌ ينهي الحرب بين البلدين ويجلب السلام مجدداً.

## الشخصيات
أليسون وايتينغتون (Allison Whittington)
بطلة الفصل الأول من الانمي، وهي طيّار في قوة روكشي الجوية بالإضافة لكونها ابنة ضابط عسكريّ مات في
الحرب، وتربّت في ميتم مع ويل. فتاة مُندفعة وجريئة، ولديها قدرة خاصة في جلب المشاكل. في الفصل
الثاني من الانمي، تتزوّج ويل الذي قد غيّر اسمه وأصبح عميلٌ سريّ وتُنجب فتاة تُدعي ليليا.أصبحت تُواعد
ويل لكنها أبقت هويّته الحقيقيّة سر من ليليا.
ويلهيلم شولز (Wilhelm Schultz)
صديق طفولة أليسون، والبطل الثاني للجزء الأول من الانمي، عالم ولديه معرفة واسعة في الآثار، كما أنه ماهر
في الأسلحة النارية. ويل لا يُشارك أليشون في إحساس المغامرة، إلأا أنه دائماً ما تجرّه معها في مغامراتها.
كار بينديكت (Carr Benedict)
طيّار في قوة سوبيل الجويّة، وصديقٌ لـ أليسون وويل، وهو مُستعد لتقديم المساعدة لهما. وفي الفصل الثاني من
الانمي سيتزوج فيونا ويُنجب توئمين هما تُريز وميريل.
فيونا (Fiona)
الناجية الوحيدة من العائلة المالكة لـ إيكستوفا. وقررت الرحيل من قريتها بعد لقائها بـ أليسون، ويل وكار.
ليليا (Lillia)
بطلة الفصل الثاني من الانمي، وهي ابنة أليسون وويل. يحبها تُريز ويبدو أنها تُبادله الشعور ولكنها تغار منه، وتكره أن
تُنادى باسمها الكامل.
تُريز (Treize)
ابن بينديكت وفيونا ولديه أختٌ توأم وهي ميريل ودائماً ما يتجادلان بشأن من الأكبر بينهما، وهو صديق ليليا منذ
الطفولة. علاقته هو وليليا كعلاقة أليسون وويل في صغرهم. وهو أمير إيكستوفا، إلا أن ليليا غافلة عن هذا
حيث تراه مجرّد صديق طفولة.
ميريل (Merielle)
هي ابنة كار بينديكت وفيونا، وأخت تريز التوأم، هي الوريث الرسمي لعائلة إيكستوفا. لها شخصية انتهازية وجامحة مثل أليسون.

## الإنتاج
سنة الإنتاج : 2008
تاريخ العرض : 3/4/2008 - 2/10/2008

## وصلات الخارجية
- الموقع الرسمي (باليابانية)
- MediaWorks' official Allison website (باليابانية)
- NHK's official Allison & Lillia website (باليابانية)
- طريق السلام على موقع IMDb (الإنجليزية)
- طريق السلام على موقع ميتاكريتيك (الإنجليزية)
- طريق السلام على موقع فيلمافينيتي (الإسبانية)
- طريق السلام على موقع كينوبويسك (الروسية)
- طريق السلام على موقع قاعدة بيانات الفيلم (الإنجليزية)
- طريق السلام على موقع ANN anime (الإنجليزية)